# Parafia Pana Jezusa Dobrego Pasterza w Sygneczowie
Parafia Pana Jezusa Dobrego Pasterza w Sygneczowie – rzymskokatolicka parafia znajdująca się w archidiecezji krakowskiej, w dekanacie Wieliczka Zachód.